# Crookers Mixtape
Crookers Mixtape è un mixtape dei Crookers, uscito nel 2007. L'album è stato allegato al numero 34 di Groove, rivista di settore dedicata all'hip hop. Sulle ventiquattro tracce che compongono il disco si alternano molti mc del panorama italiano, da Bassi Maestro (Mr.Cocky), a Ghemon Scienz, Dargen D'Amico, Supa, Jack the Smoker, Kaso & Maxi B.

## Tracce
1. Intro
2. Suoni da deephouse
3. Amico del synth-yo (feat. Supa)
4. Questa è una bomba
5. Bermi un gin tonic col naso (feat. Ghemon Scienz)
6. Yeah yeah ok
7. T--ie che penso
8. Mastichiamo (feat. Rido)
9. No dubbio brò (feat. Mr. Cocky, scratch Dj Pandaj)
10. Ft3 intro
11. Ripeti - Ft3 outro
12. Viceversa (feat. Kuno & Jack the Smoker)
13. Voglio solo limonare (feat. La Pisa & M.O.L.)
14. È roba nostra (scratch Phra)
15. No flowers (feat. Ada)
16. Boss (feat. Kaso, Maxi B & Michel)
17. Suoni da deephouse pt.2 (feat. StabbyoBoy)
18. La vita sotto la tastiera (feat. Amari)
19. Nchlinez (feat. Dargen D'Amico)
20. Piombala (feat. Alessio)
21. Crookers da Marte
22. Baby beatbox intro
23. Atomic baile boy
24. Stab X